# Pont de Sant Antoni de la Grella
De Pont de Sant Antoni de la Grella, tot 2010 Pont de Sant Antoni en bijwijlen alternatief aangeduid met Pont de Sispony, is een romaanse brug ten zuiden van het dorpscentrum van Anyós in de Andorrese parochie La Massana. De brug, die genoemd is naar Antonius van Egypte, overspant de Valira del Nord en ligt even ten zuiden van de Sint-Antoniuskerk, die doorgaans tot Sispony wordt gerekend omdat ze op de rechteroever van de rivier ligt. Beide gebouwen liggen nogal afgelegen van enige andere bebouwing, maar gelden tegenwoordig als bezienswaardigheden. 
De naam La Grella verwijst naar de kloof die hier door de Valira del Nord in het landschap wordt uitgesneden. Nabij de brug is er een parking met oratorium.

## Geschiedenis
Oorspronkelijk was de Pont de Sant Antoni de la Grella de enige verbinding tussen La Massana en Andorra la Vella. De brug maakt dus deel uit van een zogenaamde Camí Ral, een term die men in het Catalaanse taalgebied gebruikt om die paden aan te duiden die de belangrijkste wegen waren voor het bestaan van echte straten.
In oktober 2010 werd de naam van de brug officieel veranderd in Pont de Sant Antoni de la Grella in de Nomenclàtor d'Andorra, een uitgebreide toponiemenlijst opgesteld door een commissie van de Andorrese overheid. De reden die hiervoor werd opgegeven was dat die naam ook wordt gebruikt in de officiële lijst van beschermd patrimonium.
Farga Rossell · Pont de Sant Antoni de la Grella · Sint-Acisclus- en Sint-Victoriakerk · Sint-Andreaskerk · Sint-Armengolkerk · Sint-Christoffelkerk · Sint-Clemenskerk · Sint-Johanneskerk · Sint-Romanuskerk